# 静岡県道213号焼津岡部線
静岡県道213号焼津岡部線（しずおかけんどう213ごう やいづおかべせん）は、静岡県焼津市から藤枝市を結ぶ一般県道である。

## 概要

### 路線データ
- 起点：静岡県焼津市駅北（静岡県道30号焼津藤枝線交点）
- 終点：静岡県藤枝市岡部町内谷（静岡県道208号藤枝静岡線交点）

## 通過する自治体
- 静岡県
  - 焼津市
  - 藤枝市

## 交差する道路
- 静岡県道30号焼津藤枝線
- 国道150号
- 静岡県道81号焼津森線
- 静岡県道208号藤枝静岡線